# Les Sérénades
Les Sérénades est un recueil de mélodies de la compositrice Augusta Holmès en 1883.

## Composition
La compositrice écrit son cycle de mélodie en 1883, sur des poèmes écrits par elle-même. L'illustration de la couverture est due à Antoine Barbizet. Les cinq sérénades sont dédiées à Eugène Cougoul. Le cycle a été édité par les éditions Philippe Maquet.

## Structure
Le cycle se compose de cinq mélodies :
1. Sérénade printanière,  ;
2. Sérénade d'été ;
3. Sérénade d'automne,
4. Sérénade d'hiver
5. Sérénade de toujours

## Poèmes

### Sérénade printanière
L'œuvre est en en si majeur pour baryton ou contralto, ré majeur pour ténor ou soprano. Le poème a été écrit par Augusta Holmès :
Hier comme aujourd'hui, ce soir comme demain,

Je t'adore !

Quand je vois ton regard, quand je frôle ta main,

C'est l'aurore !

Qui donc nous avait dit que le monde est méchant,

Que l'on souffre,

Que la vie est un pont qui tremble, se penchant,

Sur un gouffre ?

Où donc sont les ennuis, les erreurs, les dangers,

Les désastres ?

Avril gazouille et rit dans les tendres vergers,

Fleuris d'astres !

Le sombre hiver a fini, le radieux printemps

Nous délivre

Viens mêler à mes pleurs tes baisers haletants ;

Je veux vivre !

Nos cœurs sont confondus, nos âmes pour toujours

Sont unies ;

Nous avons épelé le livre des amours

Infinies !

Et je ne vois plus rien que l'éclair de tes yeux

Plein de fièvre…

Viens ! je veux soupirer les suprêmes aveux

Sur tes lèvres !

### Sérénade d'été
L'œuvre est en en fa pour contralto et baryton, la  majeur pour ténor ou soprano. Le poème est toujours d'Augusta Holmès :
Ô mon cœur, mon cœur, ô ma vie,

Ô mon amour inassouvie,

Ferme tes yeux !

Ô mon cœur, mon cœur, ô mon âme,

Ferme tes yeux si pleins de flamme,

Si radieux !

Car c'est l'heure de la faiblesse,

Où l'amour alangui ne blesse

Qu'avec des fleurs,

Des étreintes lasses et lentes,

Et des extases nonchalantes,

Ivre de pleurs !

Enlacé les paupières closes,

Endormons nous parmi les roses,

Aux chauds parfums ;

Endormons nous dans notre joie

Sous la tiède brise qui ploie

Les roseaux bruns !…

Voici l'enchantement de l'ombre,

Voici la nuit ardente et sombre,

Voici les cieux !

Ô mon cœur, mon cœur, ô ma vie,

Ô mon amour inassouvie,

Ferme tes yeux !…

### Sérénade d'automne
L'œuvre est en en do majeur pour baryton ou contralto, et en mi  majeur pour ténor ou soprano. Le poème est toujours d'Augusta Holmès :
Mon amour, ô mon trésor,

Donne moi ta lèvre encor ;

J'y veux boire un vin sans mélange !

Donne ta lèvre encor ! toujours !

Car c'est le temps de la vendange

Des amours !

Coule, coule, sans nous apaiser,

Ô vin cruel du baiser !

Nous qu'un désir mortel embrase,

Nous à qui le bonheur sourit,

Nous ne connaissons pas l'extase,

Qui guérit !

Mon amour, ô mon trésor,

Donne moi ta lèvre encor !

Grisons nous aux coupes du rêves !

Non ! rien, rien ne peut apaiser

L'angoisse ineffable et sans trêve

Du baiser !

### Sérénade d'hiver
L'œuvre est en mi  pour baryton ou contralto, en sol  majeur pour ténor ou soprano. Le poème est toujours d'Augusta Holmès :
Viens, ô toi qu'on a fait souffrir,

Ô ma chère âme !

Viens ! je sais un divin dictame

Qui peut te guérir.

Viens, je veux rendre à ta pensée

Les printemps verts.

Au dehors les cœurs sont pervers,

La bise est glacée.

Au dehors sont les froids dédains,

La froide neige.

Plus de nid fleuri qui protège

L'oiseau des Édens !

Mais c'est dans mes bras qu'il t'envoie,

L'hiver cruel !

Retrouves y l'azur du ciel

Et les chants de joie !

Dors ! dors en paix jusqu'au nouveau jour.

Je t'aime ! Oublie !

Tout est vain, tout n'est que folie

Hormis notre amour !

### Sérénade de toujours
L'œuvre est en si pour baryton ou contralto, en ré majeur pour ténor ou soprano. Le poème est toujours d'Augusta Holmès :
Ouvre tes yeux, voici l'aube nouvelle ;

Ouvre ton cœur, voici le renouveau !'

Ouvre tes bras, voici l'amour fidèle

Qui te suivra jusqu'au tombeau !

Viens ! perdons nous sous la jeune feuillée

Où la colombe, au fond du nid froissé

Roucoulera, par nos chants réveillée :

« Ils s'aiment plus encor que l'an passé ! »

Oh ! viens mêler en l'extase divine

Les souvenirs aux espoirs radieux !

Oui, mon cœur pour toujours souffle dans ta poitrine,

Et ton âme à jamais resplendit dans mes yeux !

## Réception
Selon la presse féminine de l'époque, la Sérénade printanière est souvent applaudie, elle a notamment été jouée en février 1893 dans un concert de la Lyre Havraise. Elle est aussi interprétée en 1892 par Eveline Andral.